# Senat von Rhode Island

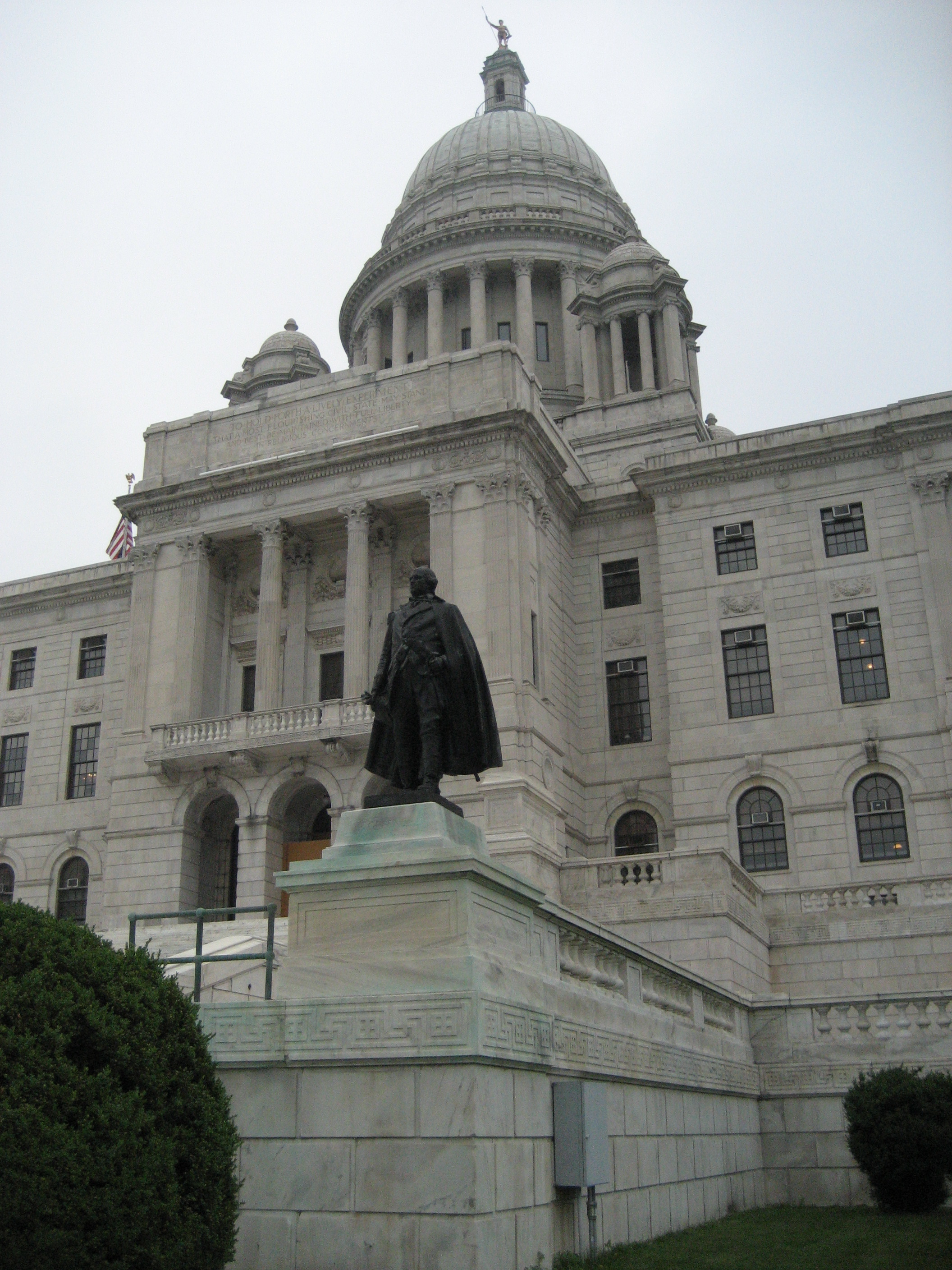
Rhode Island State House

Der Senat von Rhode Island (Rhode Island State Senate) ist das Oberhaus der Rhode Island General Assembly, der Legislative des US-Bundesstaates Rhode Island.
Die Parlamentskammer setzt sich aus 38 Senatoren zusammen, die jeweils einen Wahldistrikt repräsentieren. Die Senatoren werden jeweils für zweijährige Amtszeiten gewählt. Ferner ist Rhode Island einer von 14 Staaten, dessen Oberhaus eine zweijährige Amtsperiode hat und nicht wie in den meisten Staaten eine vierjährige. Es existieren keine Beschränkungen der Amtszeiten.
Der Sitzungssaal des Senats befindet sich gemeinsam mit dem Repräsentantenhaus im Rhode Island State House in der Hauptstadt Providence.

## Aufgaben des Senats
Wie in den Oberhäusern anderer Bundesstaaten und Territorien sowie im US-Senat fallen dem Senat von Rhode Island im Vergleich zum Repräsentantenhaus spezielle Aufgaben zu, die über die Gesetzgebung hinausgehen. So obliegt es dem Senat, Nominierungen des Gouverneurs in dessen Kabinett, weitere Ämter der Exekutive sowie Kommissionen und Behörden zu bestätigen oder zurückzuweisen.

## Struktur der Kammer
Der Präsident des Senats ist nicht wie üblich der Vizegouverneur, sondern ein gewähltes Mitglied des Senats. Zu seinen Aufgaben gehört die Ernennung der Mitglieder aller Senatsausschüsse und Joint Committees. Bei Bedarf stellt er auch andere Ausschüsse und Unterausschüsse zusammen. Derzeitiger Senatspräsident ist der Demokrat Dominick Ruggerio, 4. Wahlbezirk (Providence).
Mehrheitsführer (Majority leader) der Demokraten ist Ryan Pearson, 19. Wahlbezirk (Cumberland), gewählt; Oppositionsführer (Minority leader) ist die Republikanerin Jessica de la Cruz, 23. Wahlbezirk (Burrillville, Glocester).

## Zusammensetzung der Kammer nach der Wahl im Jahr 2022
| Partei | Partei                 | Abgeordnete |
| ------ | ---------------------- | ----------- |
|        | Demokratische Partei   | 33          |
|        | Republikanische Partei | 5           |
| Summe  | Summe                  | 38          |